# Nebuloasa lui De Mairan
Nebuloasa lui De Mairan este un obiect ceresc care face parte din Catalogul Messier, întocmit de astronomul francez Charles Messier. Este o nebuloasă difuză care face parte din Marea Nebuloasă din Orion M42.
A fost descoperită în 1731 de către Jean-Jacques Dortous de Mairan, care a văzut o « nebulozitate strălucitoare în jurul unei stele ». În desenul  nebuloasei  M42, Charles Messier îi dă un număr deosebit, M43, în 1769. William Herschel a catalogat-o, și el, ca H III.1.
M43 este iluminată de steaua HD 37061, Nu Orionis de magnitudine 7, și ar conține un roi stelar.